# Hon segrade
Hon segrade är en svensk stumfilm från 1916 med regi och manus av Victor Sjöström. Sjöström spelar även huvudrollen i filmen och i övrigt medverkar bland andra Lili Bech, Jenny Tschernichin-Larsson och Ellen Appelberg.

## Om filmen
Filmen spelades in i Svenska Biografteaterns ateljé på Lidingö samt i Uppsala med Henrik Jaenzon som fotograf. Den hade urpremiär den 2 mars 1916 på Slottsbiografen i Uppsala och var 42 minuter lång. Varken filmen eller dess manuskript finns bevarade.

## Handling
Licentiat Born promoveras i Uppsala till medicine doktor och på den tillhörande festen får han reda på att staten utfäst en belöning på 30 000 svenska kronor till den som lyckas framställa ett serum mot den asiastiska pest som far fram genom Europa. Born lyckas framställa ett botemedel och får motta priset.

## Rollista
- Victor Sjöström – Arthur Born, medicine doktor
- Lili Bech	– Elna, Arthurs fästmö
- Jenny Tschernichin-Larsson – fru Almer, Elnas mor
- Ellen Appelberg – doktor Anna Stecknell
- Thure Holm
- Albert Ståhl

### Fotnoter
1. 1 2 3  ”Hon segrade”. Svensk Filmdatabas. http://sfi.se/sv/svensk-filmdatabas/Item/?itemid=3398&type=MOVIE&iv=Basic&ref=/templates/SwedishFilmSearchResult.aspx?id%3d1225%26epslanguage%3dsv%26searchword%3dhon+segrade%26type%3dMovieTitle%26match%3dBegin%26page%3d1%26prom%3dFalse. Läst 19 april 2013.